# بریداس
بریداس (انگلیسی: Bridas Corporation) شرکت نفت و گاز آرژانتینی است، که در سال ۱۹۴۸ تأسیس شد.